# TOG2 (tanque)
O TGO2 foi um protótipo de um tanque pesado desenvolvido no Reino Unido durante a Segunda Guerra Mundial.

## Referência
- «Wikipédia - TOG2» (em inglês)